# Santa Cruz de Tenerife (Gerichtsbezirk)
Der Gerichtsbezirk Santa Cruz de Tenerife ist einer der zwölf Gerichtsbezirke in der Provinz Santa Cruz de Tenerife.
Der Bezirk umfasst 2 Gemeinden auf einer Fläche von 189,99 km² mit dem Hauptquartier in Santa Cruz de Tenerife.

## Gemeinden
| Gemeinde                              | Einwohner (2024) | Fläche km² | Dichte Einw./km² | Cod INE | Postleitzahl                                                                             |
| ------------------------------------- | ---------------- | ---------- | ---------------- | ------- | ---------------------------------------------------------------------------------------- |
| El Rosario                            | 17.983           | 39,43      | 456              | 38032   | 38109, 38190, 38290, 38510                                                               |
| Santa Cruz de Tenerife                | 211.359          | 150,56     | 1.404            | 38038   | 38001–38011, 38120, 38129, 38130, 38139, 38140, 38150, 38160, 38170, 38180, 38291, 38294 |
| Gerichtsbezirk Santa Cruz de Tenerife | 229.342          | 189,99     | 1.207            | –       | –                                                                                        |